# GIRLS' GENERATION
《GIRLS' GENERATION》은 대한민국의 걸 그룹 소녀시대의 첫 번째 일본 정규 앨범이다. 2011년 6월 1일 일본에서 세 가지의 다른 버전으로 나유타 웨이브를 통해 발매되었다. 앨범은 발매 첫 날 73,583만 장을 팔았다.

## 프로모션
소녀시대는 동일본 대지진 이후 프로모션 활동을 하지 않았지만, 2011년 4월 "Mr. Taxi/Run Devil Run" 발매 이후 2011년 5월 13일 《뮤직 스테이션》에 출연해 노란색 택시 기사 의상을 입고 "Mr. Taxi"를 불렀다. 2011년 6월 25일에는 MTV 비디오 뮤직 어워드 재팬에 출연해 검은색 가죽 의상을 입고 "THE GREAT ESCAPE"와 "Mr. Taxi" 두 곡을 선보였다. 2011년 5월부터는 앨범을 홍보하기 위한 첫 일본 투어 The 1st Japan Arena Tour를 시작했다. 이번 투어에서 소녀시대는 6개 도시를 방문해 총 14만 명의 관객을 동원했고 180억 원의 수익을 남겼다. 2011년 7월부터는 대한민국 서울을 시작으로 아시아 투어 2011 GIRLS’ GENERATION TOUR를 시작했다.

### 싱글
소녀시대는 일본 진출을 선언하고 2010년 9월 28일 데뷔 싱글 "Genie"를 발매했다. "Genie"는 한국에서 먼저 발매했던 〈소원을 말해봐〉의 일본어 버전으로 발매 당일 오리콘 데일리 싱글차트 5위로 데뷔했고 이후 2위까지 진입했다. 위클리 싱글차트에서는 첫 주 45,000만 장이 팔려 4위를 기록했다. "Genie"는 100,000만 장을 넘게 팔아치워 한국 걸 그룹으로는 최초로 골드 인증을 받았다. 같은 해 10월 20일 두 번째 싱글 "Gee"를 발매했고, 발매 첫 날 오리콘 데일리 싱글차트 1위에 올랐다. "Gee"는 발매 첫 주 65,000만 장이 팔려 영국 걸 그룹 노랜즈이후 일본 이외의 걸 그룹이 30년만에 오리콘 주간 싱글차트 2위라는 성적을 거뒀다. "Gee"는 현재까지 200,000만 장이 넘게 팔렸다.
2011년 4월 13일에는 세 번째 싱글 "Mr. Taxi/Run Devil Run"을 발매할 예정이였으나, 동일본 대지진으로 인해 4월 27일으로 발매를 연기했다. "Mr. Taxi/Run Devil Run"는 발매 첫 주 100,000만 장을 넘게 팔아 오리콘 데일리 싱글 차트 1위, 위클리 싱글차트 2위를 기록했다. 이 세 장의 싱글 모두 100,000만 장이 넘게 팔리며 3연속 골드 인증을 받았다.

## 차트 성적
GIRLS' GENERATION은 일본에서 발매 첫 날 73,583만 장을 팔아치워 2011년 6월 1일자 오리콘 데일리 앨범차트에서 한국 걸그룹으로는 최초로 1위를 했다. 오리콘 위클리 앨범차트에서도 231,553만 장을 팔아치우며 한국 걸 그룹으로는 최초로 1위를 했다. 이는 보아가 2002년 발매했던 일본 정규 앨범 Listen to My Heart (230,590만 장) 이후 9년만에 일본 해외 아티스트 사상 가장이 높은 판매량이라는 기록을 갈아치웠다. 발매 둘째주에는 94,105만 장을 팔아 1위인 AKB48의 《코코니이타코토》 (601,985만 장)과 큰차이로 2위로 떨어졌다. 셋째주에는 52,876만 장을 팔아치우며 4위로 하락했다. 앨범 발매 한 달후, 411,972만 장을 팔아치워 오리콘 6월 월간 앨범차트에서 2위에 올랐다.
2011년 6월에 발표한 오리콘 2011년 상반기 결산 차트에서는 326,000만 장을 팔아치워 GIRLS' GENERATION이 10위에 올랐고, 이는 소녀시대가 아티스트별 토탈 판매부문 해외아티스트 1위를 하는데 큰 도움을 줬다. 2011년 7월 8일 RIAJ는 50만 장 이상을 팔아치웠을 때 인증하는 더블 플래티넘 인증을 했다. 이후 2011년 한 해 동안 640,000만 장을 팔아 12월 19일 발표한 오리콘 연말 앨범차트에서 5위에 올랐다. 2011년 12월 28일 리패키지 에디션이 발매되고 나서 82,768만 장을 팔며 2012년 1월 1일자 오리콘 위클리 앨범차트에 2위로 재진입했다. 이로써 누적 70만 장을 넘겼다.
2012년 1월 11일자 소녀시대는 100만장을 달성해 한국 그룹 최초로, 보아이후 7년만에 밀리언셀러를 달성했다.

## 트랙리스트
| #   | 제목                          | 재생 시간 |
| --- | ----------------------------- | --------- |
| 1.  | 〈Mr. Taxi〉                  | 3:36      |
| 2.  | 〈Genie〉                     | 3:46      |
| 3.  | 〈you-aholic〉                | 3:33      |
| 4.  | 〈Run Devil Run〉             | 3:25      |
| 5.  | 〈BAD GIRL〉                  | 3:48      |
| 6.  | 〈Beautiful Stranger〉        | 2:43      |
| 7.  | 〈I'm In Love With The HERO〉 | 2:49      |
| 8.  | 〈Let It Rain〉               | 3:45      |
| 9.  | 〈Gee〉                       | 3:26      |
| 10. | 〈THE GREAT ESCAPE〉          | 3:53      |
| 11. | 〈HOOT〉                      | 3:22      |
| 12. | 〈BORN TO BE A LADY〉         | 4:00      |

## 차트
| 차트 (2011)                   | 최고 순위 |
| ----------------------------- | --------- |
| 타이완 G-뮤직 J-Pop 주간 차트 | 1         |
| 오리콘 데일리 앨범차트        | 1         |
| 오리콘 위클리 앨범차트        | 1         |
| 오리콘 먼들리 앨범차트        | 2         |
| 빌보드 재팬 탑 앨범           | 1         |
| 차트 (2012)                   | 최고 순위 |
| 일본 오리콘 데일리 앨범 차트  | 2         |
| 일본 오리콘 위클리 앨범 차트  | 2         |

| 연말 차트 (2011)         | 최고 순위 |
| ------------------------ | --------- |
| 빌보드 재팬 탑 앨범 연말 | 3         |
| 오리콘 연말 앨범차트     | 5         |
| 연말 차트 (2012)         | 최고 순위 |
| 오리콘 연말 앨범차트     | 25        |

## 인증
| 국가                       | 인증   | 판매량/출하량 |
| -------------------------- | ------ | ------------- |
| 일본 (RIAJ)                | 밀리언 | 1,000,000^    |
| ^출하량을 기반으로 한 인증 |        |               |